# ヘイト・ユー・ギブ
『ヘイト・ユー・ギブ』（The Hate U Give）は2018年のアメリカ合衆国のドラマ映画。監督はジョージ・ティルマン・ジュニア、主演はアマンドラ・ステンバーグが務めた。本作はアルジー・トーマスが2017年に発表した小説『ザ・ヘイト・ユー・ギヴ あなたがくれた憎しみ』を原作としている。なお、本作はオードリー・ウェルズの遺作となった。日本では劇場公開されなかったが、2019年3月13日からデジタル配信されている。

## ストーリー
16歳のスター・カーターは2つの世界を行き来しながら暮らしていた。カーター家が位置するガーデン・ハイツは低所得者層の黒人が多く暮らす地域だったが、スターの通う私立学校は富裕な白人たちが多く通う学校であった。ある日の夜、スターは近所のパーティーに参加し、そこで親友のカリルと歓談した。パーティーの後、スターはカリルの車で帰宅することになった。道中、カリルは警官に呼び止められた。警官の主張は言い掛かりでしかなかったが、カリルはやむなく指示に従って車外に出た。警官とのやり取りの最中、カリルはスターの様子を見るために車内をのぞき込んだが、その動作を銃を取り出す動作と勘違いした警官は丸腰のカリルを銃殺した。
その後間もなくして、カリルの事件は全米で報道されたが、マスメディアはカリルをならず者扱いし、警官の愚行を正当化した。警察もまともに捜査しようとしなかったため、ガーデン・ハイツの住人たちは抗議運動を起こした。スターは白人の友人に地元での自分の世界を知られることや、ドラッグの売人であるカリルの雇い主からの報復を恐れて沈黙していた。だが、カリルの無念を晴らせるのは彼女しかいなかった。

## キャスト
※カッコ内は日本語吹替
- スター・カーター: アマンドラ・ステンバーグ（若山詩音） - 私立高校に通う16歳の黒人の少女。
- リサ・カーター: レジーナ・ホール（林りんこ） - スターの母。看護師。
- マーヴェリック・カーター: ラッセル・ホーンズビー（白熊寛嗣） - スターの父。食料雑貨店を経営。
- クリス: KJ・アパ（榎木淳弥） - スターの白人の恋人。
- カリル・ハリス: アルジー・スミス（英語版） - スターの幼なじみの少年。生活のために違法薬物の売人をしている。
- セブン・カーター: ラマール・ジョンソン（英語版） - スターの異母兄。スターと同じ私立高校に在籍。
- エイプリル・オフラ: イッサ・レイ（英語版） - 黒人女性弁護士。
- ヘイリー: サブリナ・カーペンター - スターの高校での友人。黒人を差別はしていないと自分では思っている。
- カルロス: コモン（乃村健次） - リサの兄弟。警官。リサとともに私立高校に通っていた。
- キング: アンソニー・マッキー（田村真） - ギャングのボス。セブンの継父（実母の現在の夫）。
- セカニ・カーター: TJ・ライト - スターの弟。セブンの異母弟。
- ケニア: ドミニク・フィッシュバック（英語版） - スターの親友。キングの娘。セブンの異父妹。
- マヤ: ミーガン・ローレス - スターの高校での友人。
- ミスター・ルイス: トニー・ヴォーン

## 製作
2016年3月23日、アンジー・トーマスの小説『ザ・ヘイト・ユー・ギヴ あなたがくれた憎しみ』の映画化に際し、アマンドラ・ステンバーグが主役に起用されたと報じられた。2017年8月1日、ラッセル・ホーンズビーとラマール・ジョンソンがキャスト入りした。3日、レジーナ・ホールの出演が決まった。15日、アルジー・スミスが本作に出演するとの報道があった。22日、コモンの出演が決まったと報じられた。
2017年8月23日、イッサ・レイがキャスト入りした。24日、サブリナ・カーペンターが本作に出演することになったと報じられた。9月12日、アンソニー・マッキーとキアン・ローリーが起用されたとの報道があった。同日、本作の主要撮影はジョージア州アトランタで始まった。
2018年2月5日、人種差別的な言動が原因でキアン・ローリーが降板させられた。4月3日、KJ・アパがローリーの代役に起用され、ローリーの出演シーンを再撮影することが報じられた。

## 公開・マーケティング
2018年6月24日、本作のオフィシャル・トレイラーが公開された。9月7日、本作は第43回トロント国際映画祭でプレミア上映された。
当初、本作は2018年10月19日に全米公開される予定だったが、後に公開日は同月5日に前倒しされることになった。

## 興行収入
2018年10月5日、本作は全米36館で限定公開され、公開初週末に51万2035ドル（1館当たり1万4223ドル）を稼ぎ出し、週末興行収入ランキング初登場14位となっている。19日、本作は全米2303館にまで公開規模が拡大され、週末に760万ドルを稼ぎ出し、週末興行収入ランキング6位となった。

## 評価
本作は批評家から絶賛されている。映画批評集積サイトのRotten Tomatoesには189件のレビューがあり、批評家支持率は97%、平均点は10点満点で8.2点となっている。サイト側による批評家の見解の要約は「アマンドラ・ステンバーグのずば抜けた名演技のお陰で、『ヘイト・ユー・ギブ』は観客の心に強く訴えかける作品になっている。同作によって、ヤングアダルトというジャンルに恋愛ものや魔法使いもの以外の作品が存在する余地が十二分に存在するとはっきり証明された。」となっている。また、Metacriticには44件のレビューがあり、加重平均値は81/100となっている。なお、本作のCinemaScoreはA+となっている。